# 38e régiment d'infanterie territoriale
Pour les articles homonymes, voir 38e régiment.
Le 38e régiment d'infanterie territorial est un régiment d'infanterie territoriale de l'armée de terre française qui a participé à la Première Guerre mondiale.

## Création et différentes dénominations
Le régiment reçoit son numéro par décret du 19 mars 1875, en prévision de la mobilisation.

## Chefs de corps
- 2 août 1914 - 15 avril 1916 : lieutenant-colonel Fradin de Linière[2],[3]
- 25 avril 1916 - 4 mars 1918 : lieutenant-colonel Lubet[3],[4]
- 15 mars 1918 - 15 août 1918 : lieutenant-colonel Flamen-d'Assigny[4]

## Historique des garnisons, combats et batailles du38eRIT

### Première Guerre mondiale

#### 1914
À la mobilisation, le régiment est mis sur pied le 2 août 1914 à Montargis, avec l'aide du 82e régiment d'infanterie d'active. L'effectif est de 3 155 hommes et 47 officiers.

#### 1918
Dissous le 15 août 1918, il forme deux bataillons de pionniers, indépendants.

## Drapeau
Il porte, cousues en lettres d'or dans ses plis, les inscriptions suivantes :
- Picardie 1918

## Personnages célèbres ayant servi au38eRIT
- Georges Scelle, sergent au 1er bataillon à la mobilisation

### Sources et bibliographie
- Historique du 38e régiment territorial d'infanterie, Librairie Chapelot (lire en ligne)